# Straßenbahn Bernburg
| Die Bernburger Straßenbahn 1897 auf dem Marktplatz |                     |                                   |                                   |
| Streckenlänge: | 3,8 km              |                                   |                                   |
| Spurweite: | 1000 mm (Meterspur) |                                   |                                   |
| |                     |                                   |                                   |
| \| \| \| Waldauer Brücke \| \| \| \| Depot Wasserstraße \| \| \| \| Markt \| \| \| \| Marktbrücke über die Saale \| \| \| \| Karlsplatz \| \| \| \| Bahnhof (Übergang zur Staatsbahn) \| \| \| \| Parkstraße \| |                     |                                   |                                   |
| U-Bahn-Kopfbahnhof Streckenanfang (Strecke außer Betrieb) |                     | Waldauer Brücke                   | Waldauer Brücke                   |
| U-Bahn-Abzweig geradeaus und von links (Strecke außer Betrieb) · U-Bahn-Betriebs-/Güterbahnhof Streckenende und quer (Strecke außer Betrieb)                                                                    |                     | Depot Wasserstraße                | Depot Wasserstraße                |
| U-Bahn-Bahnhof (Strecke außer Betrieb) |                     | Markt                             | Markt                             |
| U-Bahn-Brücke über Wasserlauf (Strecke außer Betrieb) |                     | Marktbrücke über die Saale        | Marktbrücke über die Saale        |
| U-Bahn-Bahnhof (Strecke außer Betrieb) |                     | Karlsplatz                        | Karlsplatz                        |
| U-Bahn-Bahnhof (Strecke außer Betrieb) |                     | Bahnhof (Übergang zur Staatsbahn) | Bahnhof (Übergang zur Staatsbahn) |
| U-Bahn-Kopfbahnhof Streckenende (Strecke außer Betrieb) |                     | Parkstraße                        | Parkstraße                        |

Die Straßenbahn Bernburg bediente von 1897 bis 1921 den innerstädtischen Verkehr in der ehemaligen Residenzstadt an der Saale, die 1908 von 35.000 Bürgern bewohnt war.

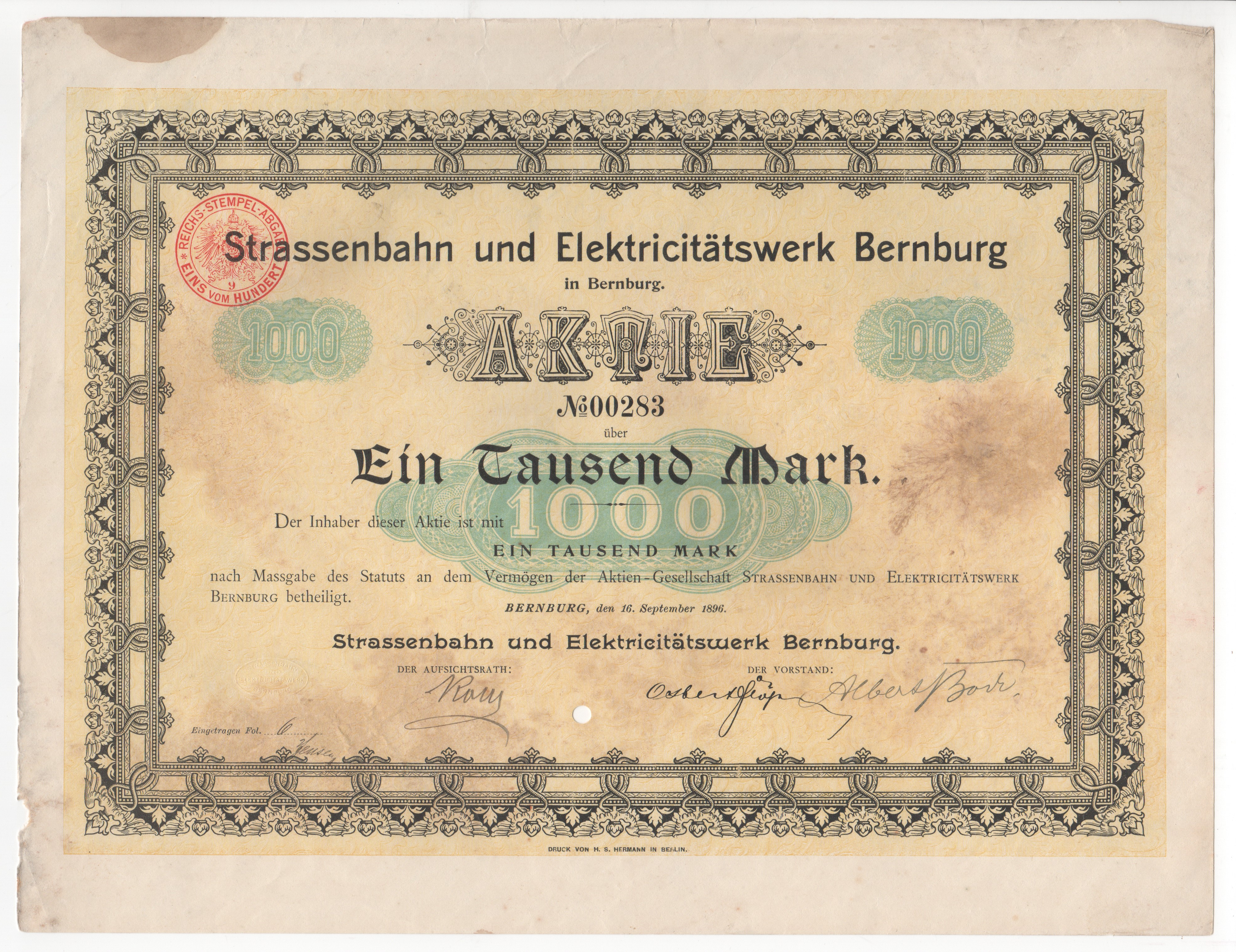
Aktie über 1000 Mark der Aktiengesellschaft Strassenbahn und Elektricitätswerk Bernburg vom 16. September 1896

Inhaber der Konzession war die am 16. Juni 1896 gegründete Aktiengesellschaft Straßenbahn und Elektricitätswerk Bernburg in Bernburg (Saale), an der die Deutsche Continental Gasgesellschaft in Dessau beteiligt war.
Sie konnte am 1. April 1897 den Betrieb mit neun Triebwagen auf einer 3,3 Kilometer langen eingleisigen Strecke eröffnen, die in Meterspur angelegt war. Sie führte vom Bahnhof über die Saale zum Marktplatz, wo eine 500 Meter lange Betriebsstrecke zum Depot abzweigte und weiter bis zur Waldauer Brücke jenseits der Talstadt.
Der Verkehr wurde am 17. Januar 1917 eingestellt, da die Kupfer-Oberleitung als kriegswichtiges Material entfernt wurde. Nach dem Ende des Ersten Weltkriegs konnte Ersatz beschafft und der Betrieb am 8. März 1920 wieder aufgenommen werden. Am 19. April 1921 zwang die schlechte Wirtschaftslage zur endgültigen Stilllegung, anschließend wurden die Bahnanlagen abgebaut.